# Deltocyathus
Deltocyathus is een geslacht van neteldieren uit de klasse van de Anthozoa (bloemdieren).

## Soorten
- Deltocyathus agassizi Pourtalès, 1867
- Deltocyathus andamanicus Alcock, 1898
- Deltocyathus calcar Pourtalès, 1874
- Deltocyathus cameratus Cairns, 1999
- Deltocyathus corrugatus Cairns, 1999
- Deltocyathus crassiseptum Cairns, 1999
- Deltocyathus eccentricus Cairns, 1979
- Deltocyathus halianthus (Lindström, 1877)
- Deltocyathus heteroclitus Wells, 1984
- Deltocyathus inusitiatus Kitahara & Cairns, 2009
- Deltocyathus italicus (Michelotti, 1838)
- Deltocyathus magnificus Moseley, 1876
- Deltocyathus moseleyi Cairns, 1979
- Deltocyathus murrayi Gardiner & Waugh, 1938
- Deltocyathus nascornatus (Gardiner & Waugh, 1938)
- Deltocyathus ornatus Gardiner, 1899
- Deltocyathus parvulus Keller, 1982
- Deltocyathus philippinensis Cairns & Zibrowius, 1997
- Deltocyathus pourtalesi Cairns, 1979
- Deltocyathus rotulus (Alcock, 1898)
- Deltocyathus sarsi (Gardiner & Waugh, 1938)
- Deltocyathus stella Cairns & Zibrowius, 1997
- Deltocyathus suluensis Alcock, 1902
- Deltocyathus taiwanicus Hu, 1987
- Deltocyathus varians Gardiner & Waugh, 1938
- Deltocyathus vaughani Yabe & Eguchi, 1932